# Avsallar

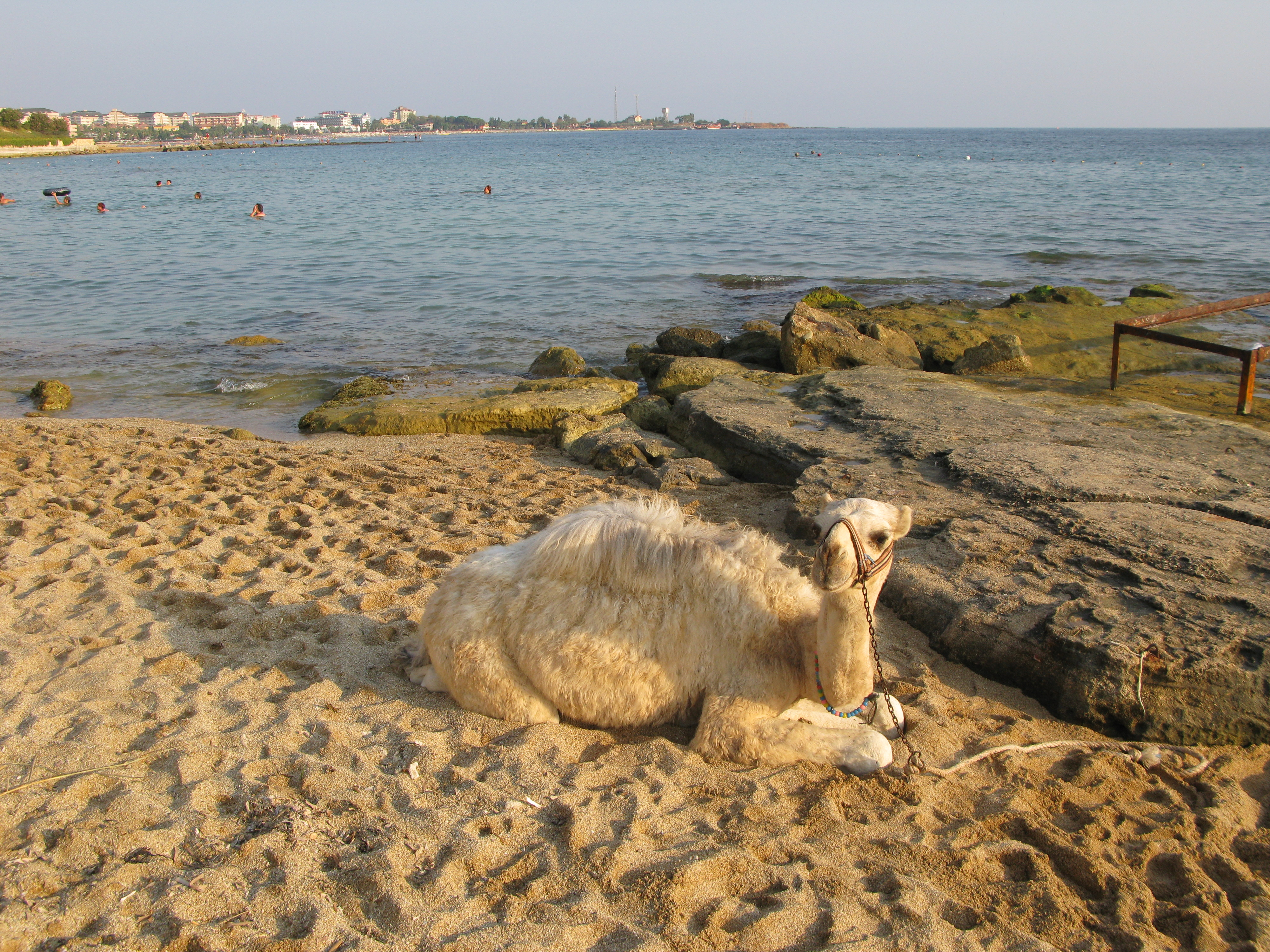
Strand Avsallar.

Avsallar is een Turkse stad nabij Alanya in de provincie Antalya. Avsallar telt 9000 inwoners. In het hoogseizoen kan dit oplopen tot enkele tienduizenden inwoners. 
Avsallar is omwille van zijn gunstige ligging geliefd bij kunstenaars en fotografen die hier de zonsondergang vastleggen. 